# Società Sportiva Calcio Napoli e nazionali di calcio
La Società Sportiva Calcio Napoli ha una lunga storia di calciatori prestati alle nazionali di calcio.

## Il Napoli e la Nazionale italiana

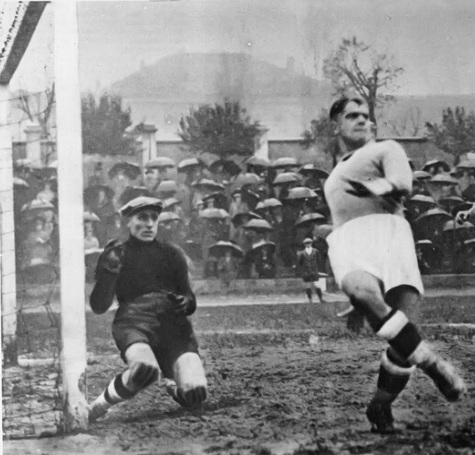
Il portiere Giuseppe Cavanna (a sinistra), primo calciatore del Napoli a divenire campione del mondo con la nazionale, nell'edizione del 1934.

Al 15 marzo 2025 sono 55, i calciatori del Napoli ad aver ricevuto la convocazione nella nazionale maggiore italiana, 35 dei quali hanno effettivamente collezionato almeno una presenza. Il recordman di presenze in maglia azzurra appartiene a Lorenzo Insigne (54); suo anche il record di marcature (10).

### Dalla fondazione agli anni 70
I primi calciatori azzurri a militare in nazionale furono Marcello Mihalich e Attila Sallustro, che debuttarono il 1º dicembre 1929 contro il Portogallo. La partita terminò 6-1, con reti di Mihalic (che realizzò una doppietta, divenendo anche il primo azzurro a segnare in nazionale) e di Sallustro. Negli anni trenta fecero il loro esordio anche Antonio Vojak e Pietro Ferraris. Il portiere Giuseppe Cavanna fu convocato per il Mondiale 1934 e si laureò campione del mondo, senza però mai esordire con la nazionale.
Bruno Pesaola in nazionale collezionò l'unico gettone di presenza, come oriundo, il 26 maggio 1957.

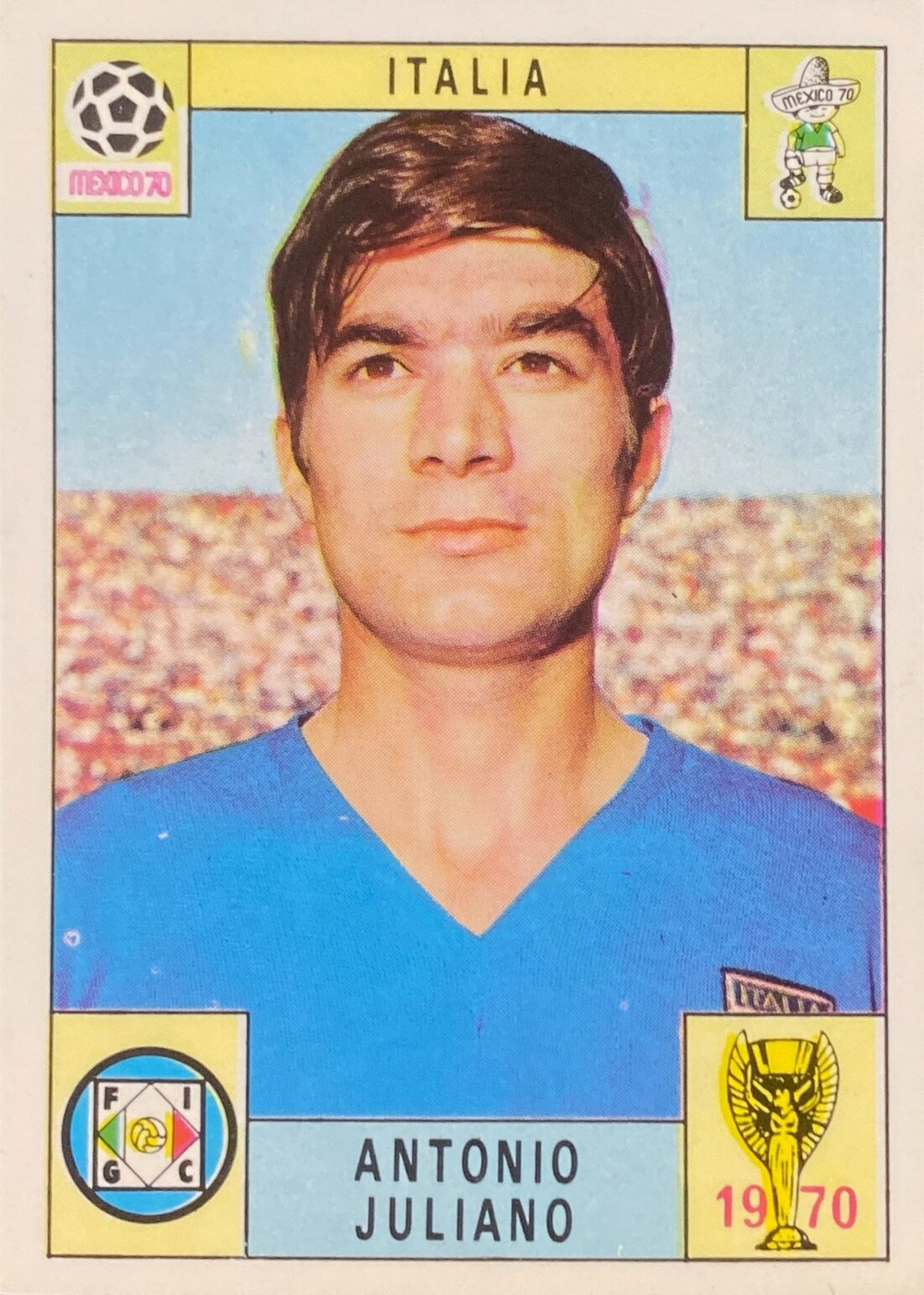
Figurina di Antonio Juliano, già campione di Euro 68, ai mondiali del 1970.

Negli anni sessanta approdarono in azzurro Antonio Juliano e Dino Zoff. Specificamente, Antonio “Totonno” Juliano collezionò la maggior parte delle sue 18 presenze con la Nazionale italiana. Esordì con l'Italia nel 1966 e fu convocato per il Mondiale del 1966 dello stesso anno in Inghilterra, disputando una partita nella fase a gironi. Fece parte anche della rosa che vinse l’Europeo del 1968, pur senza scendere in campo nelle fasi finali. Nel successivo campionato del mondo 1970 fu impiegato in una sola occasione, nei 16 minuti terminali della finale Brasile-Italia 4-1, laureandosi vice-campione. Convocato per il campionato del mondo 1974 in Germania Ovest, non fu tuttavia mai schierato. Quanto a Dino Zoff, durante la sua militanza nel Napoli (1967–1972), divenne il portiere titolare della Nazionale italiana, contribuendo in modo determinante alla vittoria dell'Europeo del 1968 e disputando da titolare tutte le partite del Mondiale del 1970, concluso con il secondo posto.
In quegli anni fecero il loro esordio anche Stelio Nardin e Ottavio Bianchi. Negli anni settanta fecero il loro esordio Andrea Orlandini e Salvatore Esposito.

### I floridi anni 80
Mauro Bellugi partecipò all'Europeo del 1980.
Tra la seconda metà degli anni ottanta e l'inizio anni novanta, il Napoli ebbe un buon numero di convocati, tra i quali: Fernando De Napoli, Salvatore Bagni, Ciro Ferrara, Massimo Crippa, Andrea Carnevale, Giovanni Francini, Luca Fusi, Gianfranco Zola e Bruno Giordano. Furono convocati in quel periodo, senza però mai esordire, Giuliano Giuliani, Alessandro Renica e Francesco Romano. Salvatore Bagni partecipò al mondiale del 1986, Fernando De Napoli, Ciro Ferrara, Giovanni Francini e Francesco Romano parteciparono all'Europeo del 1988, Fernando De Napoli, Ciro Ferrara e Andrea Carnevale parteciparono al mondiale del 1990. 
Più nello specifico, Salvatore Bagni centrocampista di grande temperamento, fu convocato regolarmente in Nazionale durante la sua militanza nel Napoli (1984–1988). Partecipò al Campionato del Mondo del 1986 in Messico, disputando da titolare tutte le partite dell’Italia nel torneo. Complessivamente, accumulò 41 presenze in azzurro, molte delle quali mentre vestiva la maglia partenopea. Fernando De Napoli, soprannominato “Rambo” per la sua generosità in campo, approdato al Napoli nel 1986, divenne subito una colonna portante anche della Nazionale. Durante la sua permanenza in azzurro (1986–1992), fu convocato per l’Europeo del 1988 e per il Mondiale del 1990, distinguendosi per continuità e duttilità in mezzo al campo. Giocò complessivamente 54 partite in Nazionale, la maggior parte delle quali proprio nel periodo napoletano.

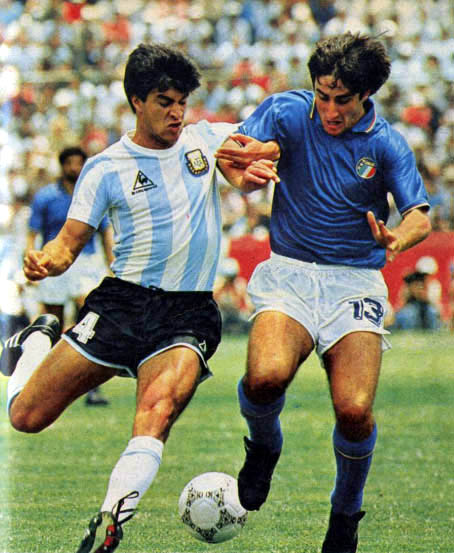
Il centrocampista Fernando De Napoli (a sinistra) con 53 presenze in Nazionale da partenopeo, fu per decenni il giocatore del Napoli con più presenze in Azzurro, poi superato da Lorenzo Insigne.

Ciro Ferrara, cresciuto nel vivaio del Napoli, fu convocato in Nazionale a partire dal 1987, durante gli anni della sua affermazione in prima squadra. Contribuì all’Europeo del 1988 e prese parte al Mondiale del 1990, in entrambi i casi come giocatore del Napoli, totalizzando numerose presenze con l’Italia in quel periodo. Andrea Carnevale, attaccante del Napoli dal 1986 al 1990, raggiunse l’apice della carriera proprio in maglia azzurra, meritandosi la convocazione per il Mondiale del 1990. Con l’Italia disputò due partite nel torneo casalingo, rappresentando il club partenopeo in una delle manifestazioni più importanti. Gianfranco Zola, giunto al Napoli nel 1989, ricevette le prime convocazioni in Nazionale proprio negli ultimi anni della sua esperienza napoletana. Il suo esordio in azzurro avvenne nel 1991, poco prima del trasferimento al Parma, a conferma della crescita tecnica maturata sotto l’ala di Maradona.
Questo periodo rappresentò una delle fasi più floride del Napoli anche a livello di rappresentanza in Nazionale, grazie alla presenza di numerosi giocatori che contribuirono sia ai successi del club che al percorso dell’Italia nei tornei internazionali.

### Gli albori dell'epoca De Laurentiis

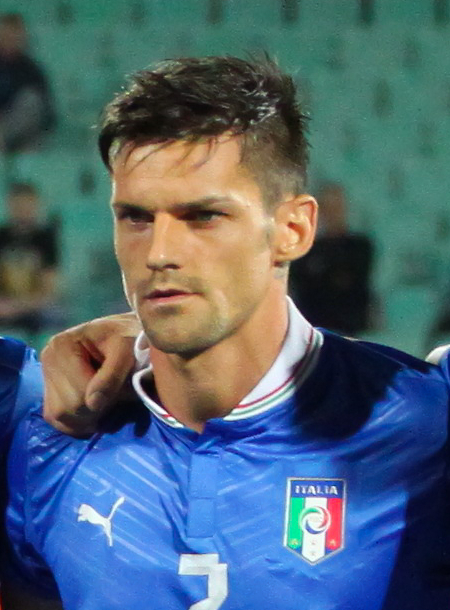
Il difensore Christian Maggio, facente parte della rassegna azzurra per Sudafrica 2010, Euro 2012, di cui fu vice-campione, e la Confederations Cup 2013.

In epoca moderna, segnatamente con l'inizio dell'era di Aurelio De Laurentiis, diversi giocatori del Napoli furono importanti per la Nazionale Italiana. Nel suo periodo in azzurro Christian Maggio fece il suo esordio contro la Grecia il 19 novembre 2008. Al mondiale del 2010 furono convocati tre giocatori del Napoli contemporaneamente Christian Maggio, Morgan De Sanctis e Fabio Quagliarella. Proprio quest'ultimo il 24 giugno 2010 divenne il primo calciatore del Napoli a segnare con la nazionale italiana in un mondiale, realizzando un gol nella sconfitta per 3-2 contro la Slovacchia..
Christian Maggio e Morgan De Sanctis saranno convocati anche per l'Europeo del 2012, ove l'Italia viene battuta in Finale dalla Spagna per 4-0. In particolare, Maggio divenne uno dei punti di riferimento sulla fascia destra anche per la Nazionale italiana. Oltre alle competizioni succitate, partecipò anche alla Confederations Cup del 2013. In quel periodo, totalizzò la maggior parte delle sue 34 presenze in Nazionale, distinguendosi per corsa, duttilità e affidabilità tattica.
L'11 settembre 2012 esordisce in nazionale Lorenzo Insigne, prodotto del vivaio azzurro, convocato dal CT Cesare Prandelli. Segnò il suo primo gol azzurro il 14 agosto 2013, alla seconda presenza, in un’amichevole contro l’Argentina. Partecipò al Mondiale del 2014, scendendo in campo nella sfida contro la Costa Rica, e all’Europeo del 2016, dove tornò in azzurro dopo un periodo di esclusione. In Francia giocò tre partite, entrando dalla panchina contro Irlanda, Spagna e Germania, segnando anche il primo rigore italiano nella serie dei quarti, poi persa. 

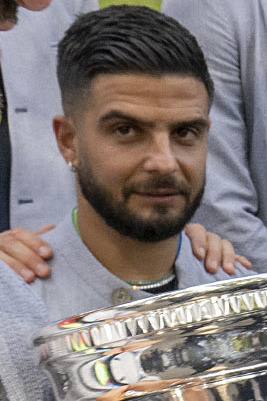
L'attaccante Lorenzo Insigne, primatista di presenze e reti in nazionale da calciatore del Napoli, vincitore di Euro 2020 da protagonista. Ha partecipato anche a Brasile 2014 e Euro 2016.

Il 24 marzo 2016 fa il suo esordio con la nazionale italiana un altro oriundo Jorginho. L'italo-brasiliano verrà tuttavia escluso dalla rassegna europea dal CT Antonio Conte.
L'11 giugno 2017, nella partita vinta 5-0 contro il Liechtenstein, Lorenzo Insigne segna la sua prima rete con l'Italia in una competizione ufficiale (qualificazioni al Mondiale 2018), indossando per la prima volta la maglia numero 10. Si tratta del primo giocatore partenopeo ad indossare la 10 dell'Italia stabilmente. Gioca sei partite sotto la guida del CT Gian Piero Ventura, ma resta in panchina nel decisivo ritorno del play-off contro la Svezia, che sancisce la non qualificazione dell’Italia, gara nella quale Jorginho gioca titolare.
Il 4 giugno 2018 Insigne scende in campo per la prima volta con la fascia da capitano, nella partita amichevole pareggiata 1-1 contro i Paesi Bassi a Torino, diventando così il primo giocatore a indossare la fascia di capitano della nazionale durante la militanza nel club partenopeo.
Nel 2019, sotto la guida del CT Roberto Mancini, fanno il loro esordio Alex Meret e Giovanni Di Lorenzo, i quali verranno successivamente convocati insieme a Lorenzo Insigne per il vittorioso europeo del 2020. Anche Matteo Politano aveva esordito in Nazionale da giocatore del Napoli, in particolare il 28 maggio 2021, in cui segna una doppietta nell’amichevole vinta per 7-0 contro San Marino a Cagliari. L'ala d'attacco romana viene tuttavia esclusa dalla vincente rassegna europea.

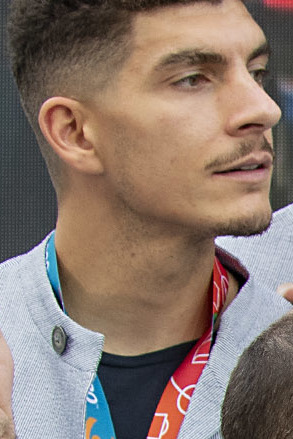
Il difensore Giovanni Di Lorenzo, vincitore di Euro 2020, partecipante a Euro 2024, oltre che a 3 edizioni della Nations League. Impiegato anche nella Finalissima del 2022.

Nel corso dell'Europeo vinto dall'Italia, Di Lorenzo conquista la titolarità a seguito dell'infortunio di Florenzi, nella gara d'esordio a Roma contro la Turchia. Nella stessa partita Insigne segna la rete del definitivo 3-0. L'attaccante di Frattamaggiore si ripeterà anche ai Quarti di Finale, all'Allianz Arena di Monaco, contro il Belgio del compagno di squadra al Napoli Mertens. Entrambi gli azzurri saranno titolari nella Finale di Wembley vinta contro l'Inghilterra.

### Tempi recenti
L'8 settembre 2021 Di Lorenzo segna il suo primo goal in Nazionale, nella vittoria per 5-0 contro la Lituania, partita valida per le qualificazioni al Mondiale 2022. Si ripeterà nel pareggio per 1-1 con la Svizzera allo Stadio Olimpico, su assist proprio di Insigne, il 12 novembre 2021. Il 24 marzo 2022, a Palermo, Insigne disputa da titolare anche il playoff perso 0-1 contro la Macedonia del Nord, che segna la non qualificazione dell'Italia al secondo Mondiale consecutivo. Il 1 giugno 2022, Di Lorenzo disputa da titolare la Finalissima persa 3-0 a Wembley con l'Argentina. Il 23 settembre 2022, Giacomo Raspadori, a San Siro contro l'Inghilterra e con la maglia numero 10 ereditata direttamente da Insigne, segna il suo primo goal in Nazionale da calciatore del Napoli, ripetendosi a Budapest contro l'Ungheria. Ciò garantisce il primato degli Azzurri nel girone di Nations League. 

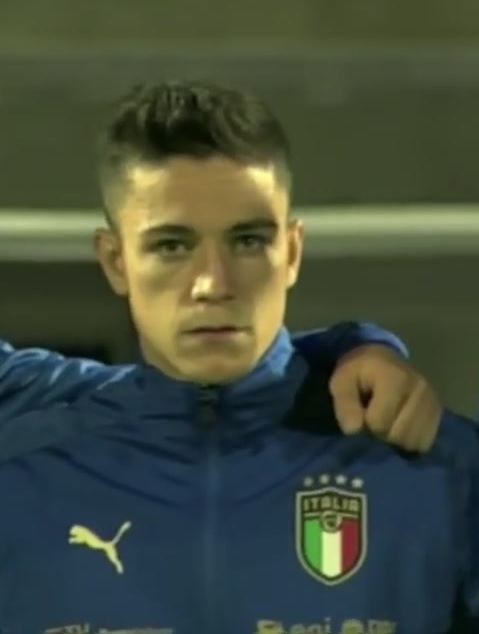
L'attaccante Giacomo Raspadori, già campione di Euro 2020, a seguito del suo passaggio dal Sassuolo al Napoli nell'agosto 2022, eredita la maglia numero 10 della Nazionale.

A partire dal 18 agosto 2023 con l'avvento sulla panchina dell'Italia di Luciano Spalletti, fresco vincitore dello Scudetto proprio con il Napoli, svariati giocatori del partenopei ruotano in Nazionale. In pianta stabile vengono convocati Meret, Di Lorenzo e Raspadori, che parteciperanno anche alla deludente spedizione azzurra ad Euro 2024, in Germania. Nel corso della competizione, Di Lorenzo, che tradisce particolarmente le aspettative, disputa da titolare le quattro gare dell'Italia, che viene eliminata perdendo 2-0 con la Svizzera agli ottavi di finale all'Olympiastadion di Berlino. Raspadori ottiene 2 presenze: una da subentrante nella sconfitta della seconda giornata per 1-0 contro la Spagna ed una da titolare nell'incontro successivo, terminato 1-1 con la Croazia.
Nella partita del 14 ottobre 2024 di Nations League disputata a Udine contro Israele, Giovanni Di Lorenzo indossa per la prima volta la fascia da Capitano della Nazionale. Nell'occasione mette anche a segno la sua prima doppietta con la maglia dell'Italia. Nel marzo del 2025, in occasione delle due partite dell'Italia valide per i Quarti di Finale della Nations League contro la Germania, vengono convocati in nazionale ben cinque giocatori del Napoli: oltre agli stabili Giovanni Di Lorenzo, Alex Meret e Giacomo Raspadori, anche Alessandro Buongiorno e Matteo Politano. Un simile supporto alla Nazionale da parte del Napoli non lo si registrava dall'epoca maradoniana. Il doppio confronto vede trionfare i teutonici, che sbancano San Siro per 1-2, risultato che inficia il rocambolesco 3-3 del 23 marzo successivo al Westfalenstadion, in cui Raspadori segna su rigore il goal del pareggio finale.
Il 6 giugno, nella gara di qualificazione per i Mondiali 2026, la Nazionale Italiana viene pesantemente sconfitta per 3-0 dalla Norvegia, con Di Lorenzo e Raspadori in campo. La disfatta causa l'esonero di Luciano Spalletti, che chiude con un 2-0 con la Moldova, in cui Raspadori torna al goal.
Il 18 luglio 2025 il Napoli ufficializza Lorenzo Lucca, centravanti nel giro della Nazionale.

## I giocatori del Napoli nelle varie spedizioni azzurre
| Competizione                   | Calciatori                                         |
| Coppa Internazionale 1931-1932 | Colombari, Sallustro, Vojak                        |
| Mondiale 1934                  | Cavanna                                            |
| Coppa Internazionale 1948-1953 | Bugatti, Amadei                                    |
| Coppa Internazionale 1955-1960 | Bugatti                                            |
| Mondiale 1966                  | Juliano                                            |
| Europeo 1968                   | Juliano, Zoff                                      |
| Mondiale 1970                  | Juliano, Zoff                                      |
| Mondiale 1974                  | Juliano                                            |
| Europeo 1980                   | Bellugi                                            |
| Mondiale 1986                  | Bagni                                              |
| Europeo 1988                   | Ferrara, Francini, De Napoli, Romano               |
| Olimpiade 1988                 | Giuliani, Ferrara, Crippa, Carnevale               |
| Mondiale 1990                  | Ferrara, De Napoli, Carnevale                      |
| Olimpiade 1992                 | Ferrante                                           |
| Olimpiade 1996                 | Pecchia                                            |
| Olimpiade 2008                 | Russotto                                           |
| Mondiale 2010                  | De Sanctis, Maggio, Quagliarella                   |
| Europeo 2012                   | De Sanctis, Maggio                                 |
| Confederations Cup 2013        | Maggio                                             |
| Mondiale 2014                  | Insigne                                            |
| Europeo 2016                   | Insigne                                            |
| Nations League 2018/19         | Insigne                                            |
| Europeo 2020                   | Di Lorenzo, Meret, Insigne                         |
| Nations League 2020/21         | Insigne, Di Lorenzo, Meret                         |
| Finalissima 2022               | Di Lorenzo, Meret, Politano                        |
| Nations League 2022/23         | Di Lorenzo, Meret, Raspadori                       |
| Europeo 2024                   | Di Lorenzo, Meret, Raspadori                       |
| Nations League 2024/25         | Di Lorenzo, Meret, Raspadori, Politano, Buongiorno |

## Calciatori del Napoli in Nazionali estere
Nel corso della sua lunga storia, la Società Sportiva Calcio Napoli ha annoverato tra le sue fila numerosi calciatori stranieri che hanno rappresentato le rispettive Nazionali in competizioni internazionali, contribuendo a conferire al club un respiro sempre più globale.

### La Golden Age degli anni '80

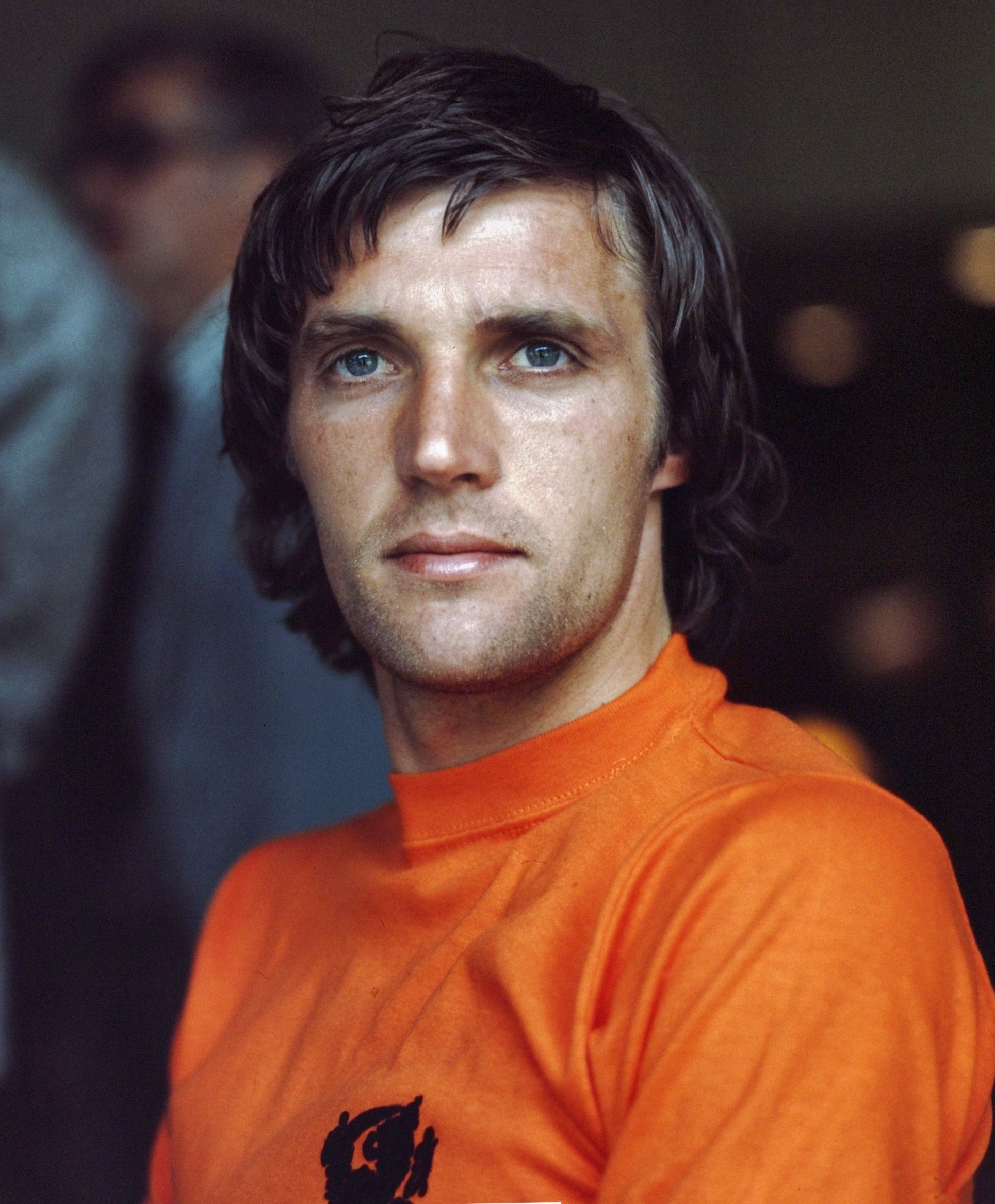
Rudy Krol fu tra i primi profili internazionali giunti al Napoli.

Durante la sua esperienza al Napoli (1980–1984), Ruud Krol continuò a essere un pilastro della Nazionale olandese, di cui fu capitano in diverse occasioni. Anche in azzurro mantenne un rendimento elevato, partecipando con l’Olanda a Euro 1980, portando esperienza e carisma a una squadra in transizione dopo i fasti degli anni ’70. Nel 1982 arrivò il centrocampista brasiliano Dirceu. Durante questo periodo, fu convocato dalla Nazionale brasiliana, partecipando a diverse amichevoli e competizioni ufficiali.

La figura più iconica è senza dubbio Diego Armando Maradona, che durante la sua militanza nel Napoli fu protagonista assoluto con l'Argentina, guidandola al trionfo nel Mondiale del 1986 e disputando anche l’edizione del 1990, quando raggiunse la finale proprio allo Stadio San Paolo, sconfiggendo l'Italia ai tiri di rigore, perdendo poi in finale contro la Germania.

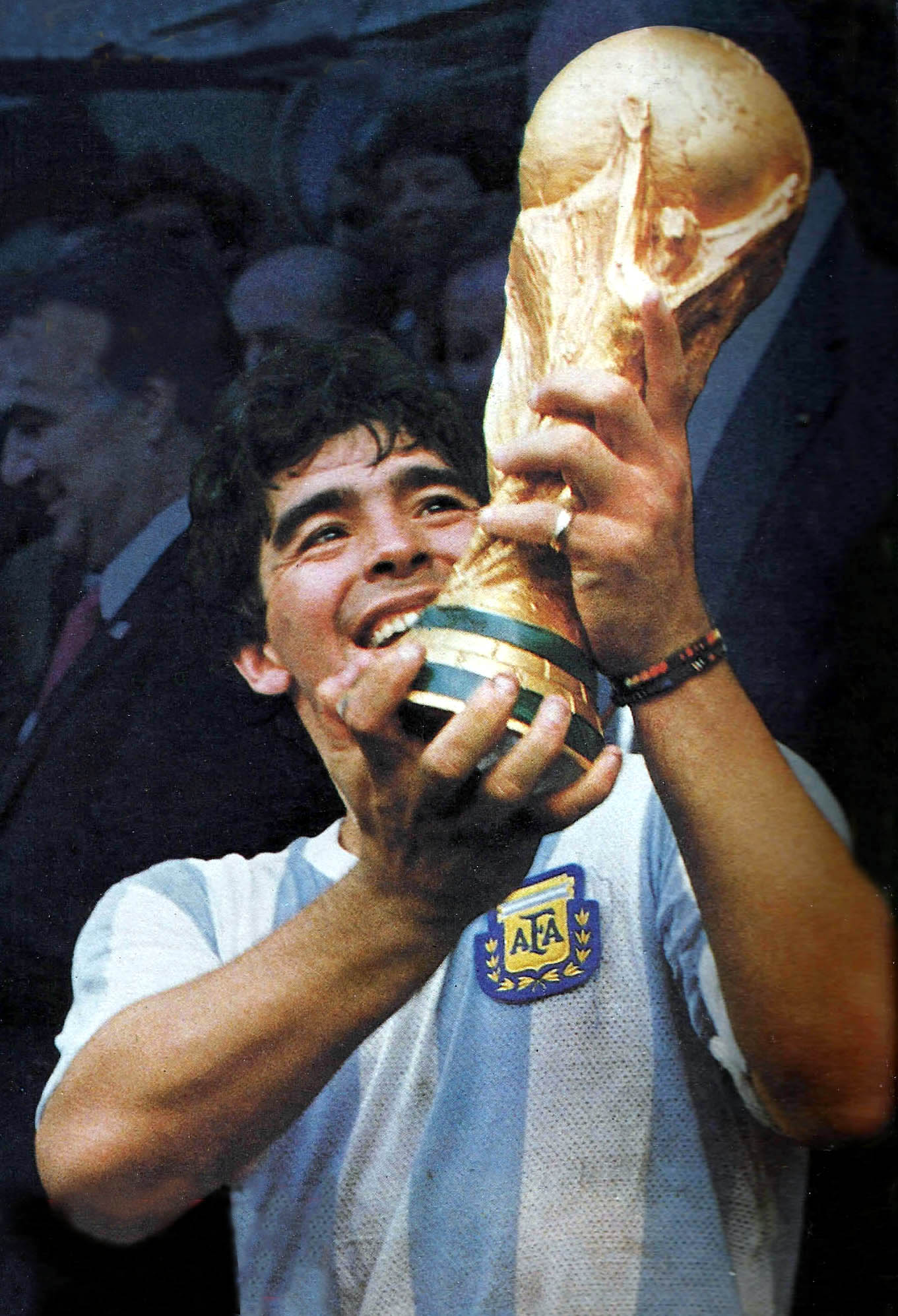
Diego Armando Maradona, vincitore dei Mondiali del 1986 e finalista nel 1990 da giocatore del Napoli.

Negli stessi anni, Careca e Alemao offrirono un contributo significativo anche alla Nazionale brasiliana. Alemao, centrocampista intelligente e dinamico, partecipò e vinse la Copa America del 1989. Careca fu uno dei protagonisti del Brasile al Mondiale di Italia '90, segnando due gol e confermandosi come uno dei centravanti più temibili del panorama internazionale, grazie anche alla maturità tattica acquisita in Serie A. Alemao, fu anch'egli convocato per quella rassegna iridata, apportando equilibrio e qualità alla mediana verdeoro. Entrambi rappresentarono con orgoglio il Brasile e contribuirono al prestigio del Napoli a livello internazionale.

### Dagli anni '90 al 2006
Negli anni 90, si ricorda Laurent Blanc, difensore francese, al Napoli nella stagione 1991-1992. Durante la sua permanenza contribuì alle qualificazioni per Euro '92 con la sua Francia. Jonas Thern, al Napoli dal 1992 al 1994 fu capitano della Nazionale svedese, che guidò al terzo posto nel Mondiale 1994 negli Stati Uniti. Nello stesso periodo abbiamo l'attaccante uruguaiano Daniel Fonseca, riferimento offensivo de La Celeste. Il brasiliano André Cruz e il colombiano Freddy Rincón ottennero rispettivamente un secondo e un terzo posto nella Copa America 1995, il primo con i Verdeoro, il secondo con i Cafeteros. Nel 1995 arrivò il difensore argentino Roberto Ayala, che divenne presto capitano del Napoli. Da partenopeo partecipò a Francia '98 con L'Albiceleste. Alla stessa competizione l'azzurro Aljoša Asanović conquistò il terzo posto con la sua Croazia. Nei tardi anni '90 si ricordano il difensore belga Bertrand Crasson, che partecipò a diverse qualificazioni per competizioni europee con il Belgio, e il marocchino Abdelilah Saber.
Nei primi anni 2000 il Napoli è in pieno declino: sono gli anni antecedenti al fallimento. Tra i pochi giocatori di caratura internazionale abbiamo lo svizzero David Sesa, il portoghese Vidigal e il ceco Marek Jankulovski. Quest'ultimo, da partenopeo, partecipò alle qualificazioni per i Mondiali 2002 con la Cechia. Nel 2002 si ricorda l'attaccante honduregno Pavón che tuttora è considerato una leggenda della sua Nazionale. In questo periodo l'unico giocatore vincitore di titoli fu l'italo-australiano Massimiliano Vieri(fratello minore di Bobo), che vinse la Coppa delle Nazioni Oceaniche del 2004 con l'Australia. Nel 2006 giunse il difensore paraguaiano Rubén Maldonado.

### Dal 2007 al 2013

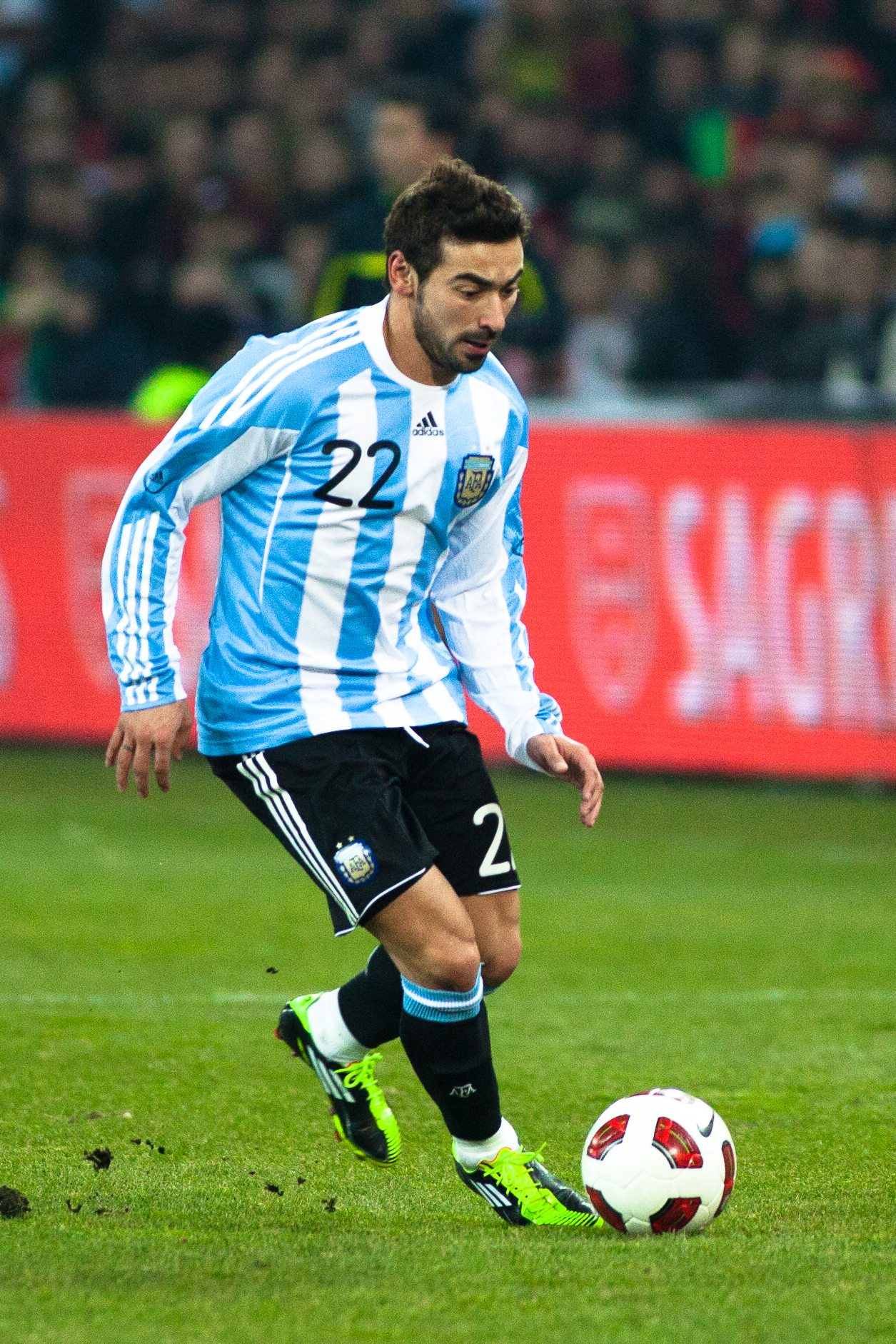
Il Pocho Lavezzi, al Napoli dal 2007 al 2012. Con l'Argentina conquistò l'oro a Pechino 2008.

Per rivedere profili internazionali in maglia azzurra dobbiamo attendere il 2007, anno del ritorno del Napoli in Serie A sotto la nuova gestione targata Aurelio De Laurentiis. Da quel momento, diversi calciatori sudamericani approdati al club partenopeo ricevettero convocazioni con le rispettive Nazionali. Tra i primi a distinguersi vi fu il Pocho Ezequiel Lavezzi, attaccante argentino amatissimo dalla tifoseria, che dal 2007 al 2012 fu un punto fermo del Napoli. Durante la sua militanza in azzurro, venne selezionato dall'Albiceleste con cui conquistò la medaglia d’oro alle Olimpiadi di Pechino del 2008, insieme al portiere Nicolás Navarro, anch’egli tesserato dal Napoli in quella stagione. In quello stesso periodo, anche alcuni europei trovarono spazio con le loro nazionali. È il caso di György Garics ed Erwin Hoffer, entrambi convocati dall’Austria mentre militavano nel Napoli.

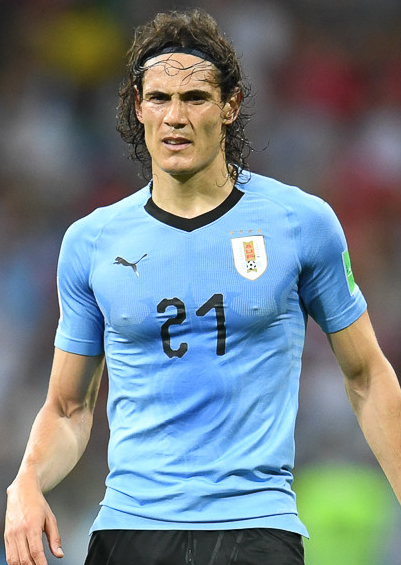
Il Matador Cavani, fuoriclasse uruguagio, esplose al Napoli tra il 2010 e il 2013. Vincitore della Copa America 2011.

Tra gli argentini convocati in quegli anni troviamo anche il Tanque Germán Denis, Jesús Dátolo e Hugo Campagnaro, tutti richiamati dall'Albiceleste durante la loro permanenza all'ombra del Vesuvio. In parallelo, anche l’Uruguay vide due rappresentanti azzurri farsi notare: Walter Gargano, titolare nei Mondiali 2010 dove la Celeste raggiunse le semifinali, e, soprattutto, Edinson Cavani. Il Matador fu il vero trascinatore del Napoli tra il 2010 e il 2013. Esploso a livello internazionale proprio durante gli anni napoletani, partecipò con l’Uruguay alla già citata rassegna iridata del 2010 e, l’anno seguente, fu protagonista, insieme a Gargano, nella vittoria della Copa América 2011, che consacrò definitivamente la sua fama internazionale.

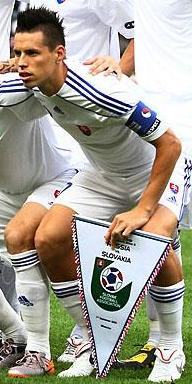
Marek Hamšík, vera e propria bandiera del Napoli,capitano della Slovacchia durante il suo periodo al Napoli.

Uno dei profili di maggior peso fu la bandiera azzurra Marek Hamšík (al Napoli dal 2007 al 2019), leader indiscusso della Nazionale slovacca, di cui fu capitano per gran parte della carriera. Guidò la Slovacchia al Mondiale del 2010, dove raggiunse gli ottavi di finale. In seguito partecipò anche agli Europei del 2016, confermandosi punto di riferimento tecnico e carismatico della sua selezione. Nel 2010 arrivarono al Napoli il centrocampista il nazionale argentino José Sosa e l'algerino Hassan Yebda pur senza lasciare il segno. Nello stesso periodo il Napoli si arricchisce del blocco di centrocampo della Nazionale svizzera: nel 2011 arrivano Gökhan Inler (che fu capitano degli elvetici) e Blerim Džemaili, nel 2012 si aggiunse Valon Behrami. Tutti e tre difesero i colori elvetici a Brasile 2014. Da segnalare anche Goran Pandev, capitano della Macedonia del Nord, al Napoli tra il 2011 e il 2014. Il colombiani Camilo Zúñiga, Pablo Armero e il cileno Edu Vargas, entrambi convocati in diverse edizioni della rassegna continentale sudamericana. Entrambi parteciparono ai Mondiali brasiliani del 2014, lasciando il segno. Altri profili, seppur minori, furono il trequartista marocchino Omar El Kaddouri e il difensore portoghese Rolando.

### Dal 2013 al 2020

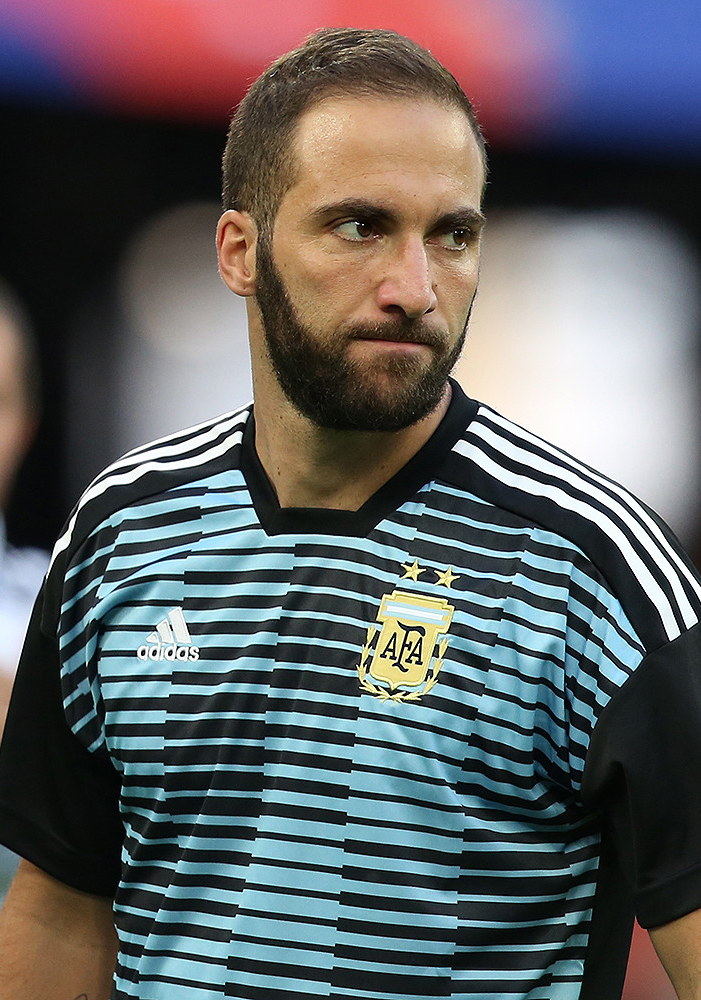
Gonzalo Higuaín, finalista di Brasile 2014, della Copa América 2015 e dell'edizione Centenario da giocatore del Napoli.

A partire dal 2013, la rosa del Napoli ha visto una crescente presenza di calciatori internazionali convocati regolarmente dalle rispettive Nazionali, in particolar modo dall’arrivo di Rafa Benítez sulla panchina partenopea. Molti fra questi hanno preso parte a importanti competizioni internazionali, contribuendo a elevare il prestigio del club anche a livello globale. In particolare giunse il fuoriclasse argentino Gonzalo Higuaín, (al Napoli dal 2013 al 2016) che, insieme al compagno al Napoli Federico Fernández (e al portiere di proprietà del Napoli Mariano Andujar), raggiunse la finale di Brasile 2014 con l'Argentina, ove l'Albiceleste venne sconfitta dalla Germania. Il Pipita partecipò anche alle edizioni della Copa América 2015 e all'edizione Centenario 2016, perse entrambe in finale con il Cile di Edu Vargas che, almeno nel 2015 era ancora un giocatore di proprietà del Napoli.

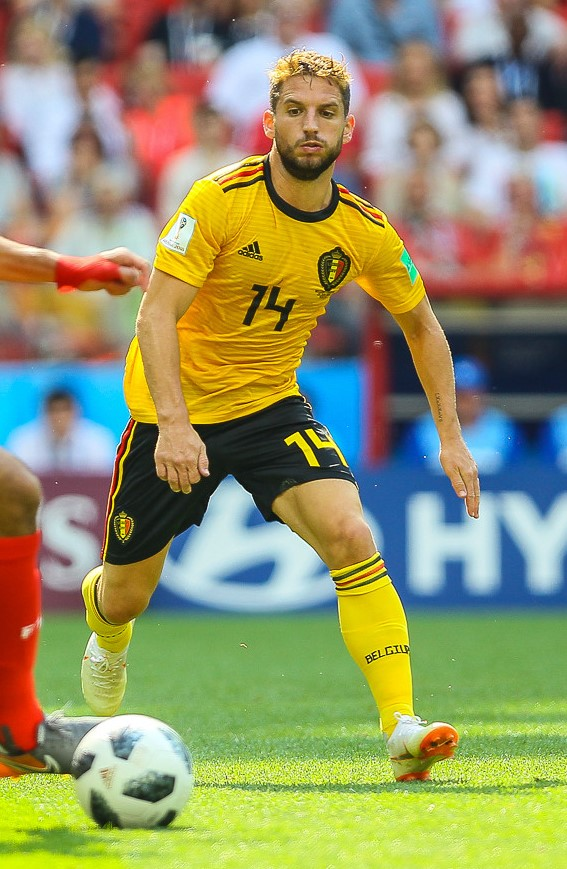
L'attaccante belga Dries Mertens. Da giocatore del Napoli ha partecipato con i Diavoli Rossi a Brasile 2014, Euro 2016, Russia 2018 ed Euro 2020.

Tra i protagonisti assoluti spicca senza dubbio Dries Mertens, colonna portante della Nazionale belga. Durante il suo lungo periodo in azzurro (2013–2022), fu sempre presente nelle convocazioni dei Diables Rouges, partecipando, da giocatore del Napoli ai Mondiali del 2014, e 2018, ove conquistò la medaglia di bronzo, oltre agli Europei del 2016 e 2020 (disputati nel 2021). Spesso convocati dalla Nazionale spagnola, furono l'attaccante José Callejón (al Napoli dal 2013 al 2020), il portiere Pepe Reina (2013-2014 e 2015-2018) e il difensore Raúl Albiol (2013-2019). Pur da comprimari, Albiol e Reina parteciparono ai Mondiali 2014, e Reina anche a quelli del 2018.In questo periodo si ricordano l'olandese Jonathan de Guzman e i croati Josip Radošević e Ivan Strinić: quest'ultimo fu convocato dalla Nazionale croata anche durante l’Europeo 2016.

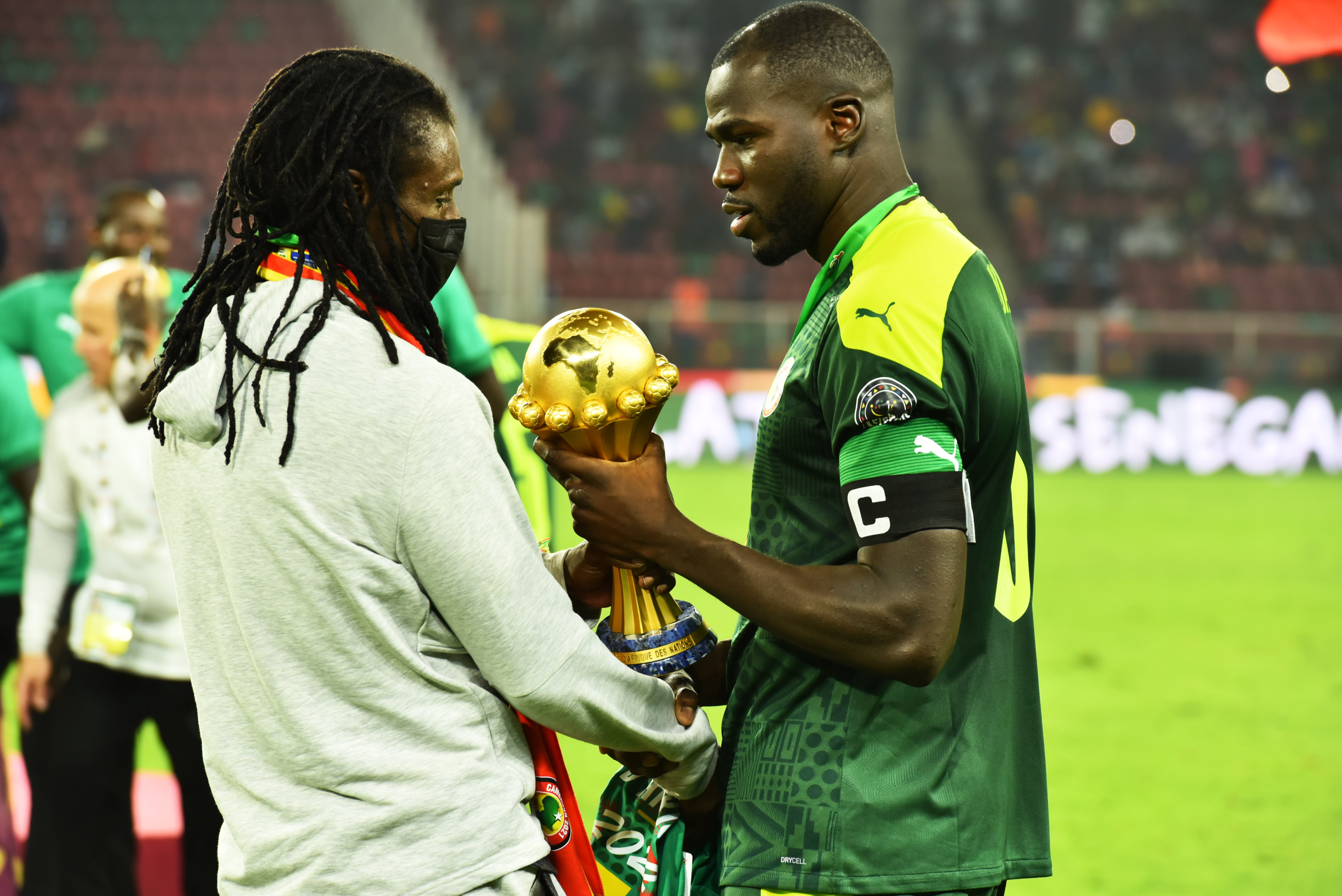
Il difensore Kalidou Koulibaly, capitano del Senegal con cui vinse la Coppa d'Africa 2021 da giocatore del Napoli.

Altri nomi di rilievo, sono quelli di quello dell'algerino Faouzi Ghoulam e il senegalese Kalidou Koulibaly(entrambi al Napoli dal 2014 al 2022). Ghoulam partecipò ai Mondiali 2014 con la sua Algeria. Nonostante le qualità sublimi da terzino sinistro, la sua carriera falcidiata da infortuni non gli permisero di affermarsi con la rassegna nordafricana. Koulibaly fu leader e colonna portante del Senegal. Convocato per il Mondiale 2018, oltre a diverse partecipazioni alla Coppa d'Africa, competizione in cui ottenne il secondo posto nell'edizione del 2019 (vinta dall'Algeria del pur azzurro Adam Ounas). Fu capitano dei Leoni della Teranga nell’edizione vinta nel 2021.
Durante la sua militanza nel Napoli (2015-2021) Elseid Hysaj è stato uno dei pilastri della Nazionale albanese con cui ha partecipato da titolare a Euro 2016. Nella stessa finestra di mercato arrivò anche il difensore rumeno Vlad Chiricheș, che fu per anni capitano della rassegna balcana. Arkadiusz Milik e Piotr Zieliński, approdati al Napoli nel 2016 sono stati punti fermi della Nazionale polacca. Da giocatore azzurro, Milik ha partecipato ai Mondiali del 2018. Zieliński, centrocampista creativo e versatile, durante gli anni al Napoli è stato convocato regolarmente per tutte le competizioni internazionali i Mondiali 2018, Euro 2020 e Mondiali 2022, confermandosi uno dei leader tecnici della sua Nazionale. Alla lista dei nazionali azzurri si aggiunsero Duván Zapata (Colombia), convocato nel 2017 mentre era in prestito all’Udinese ma ancora di proprietà del Napoli, e Amadou Diawara (Guinea), selezionato tra il 2016 e il 2019 durante la sua militanza in azzurro. Nel 2016 arrivarono, inoltre, al Napoli il Nazionale croato Marko Rog e il difensore della Nazionale serba Nikola Maksimović.
Allan, Al Napoli dal 2015, entra nel giro della Verdeoro dal 2018, ed è tra i protagonisti della vittoria del Brasile nella Copa América 2019. Anche Mario Rui fu convocato regolarmente dalla Nazionale portoghese, prendendo parte a diverse partite di qualificazione per Europei e Mondiali. Pur non essendo sempre titolare, ha fatto parte della rosa che ha vinto la Nations League 2019, contribuendo al successo del Portogallo con la sua affidabilità sulla fascia sinistra. Amin Younes fu convocato nella nazionale tedesca, pur giocando poco.

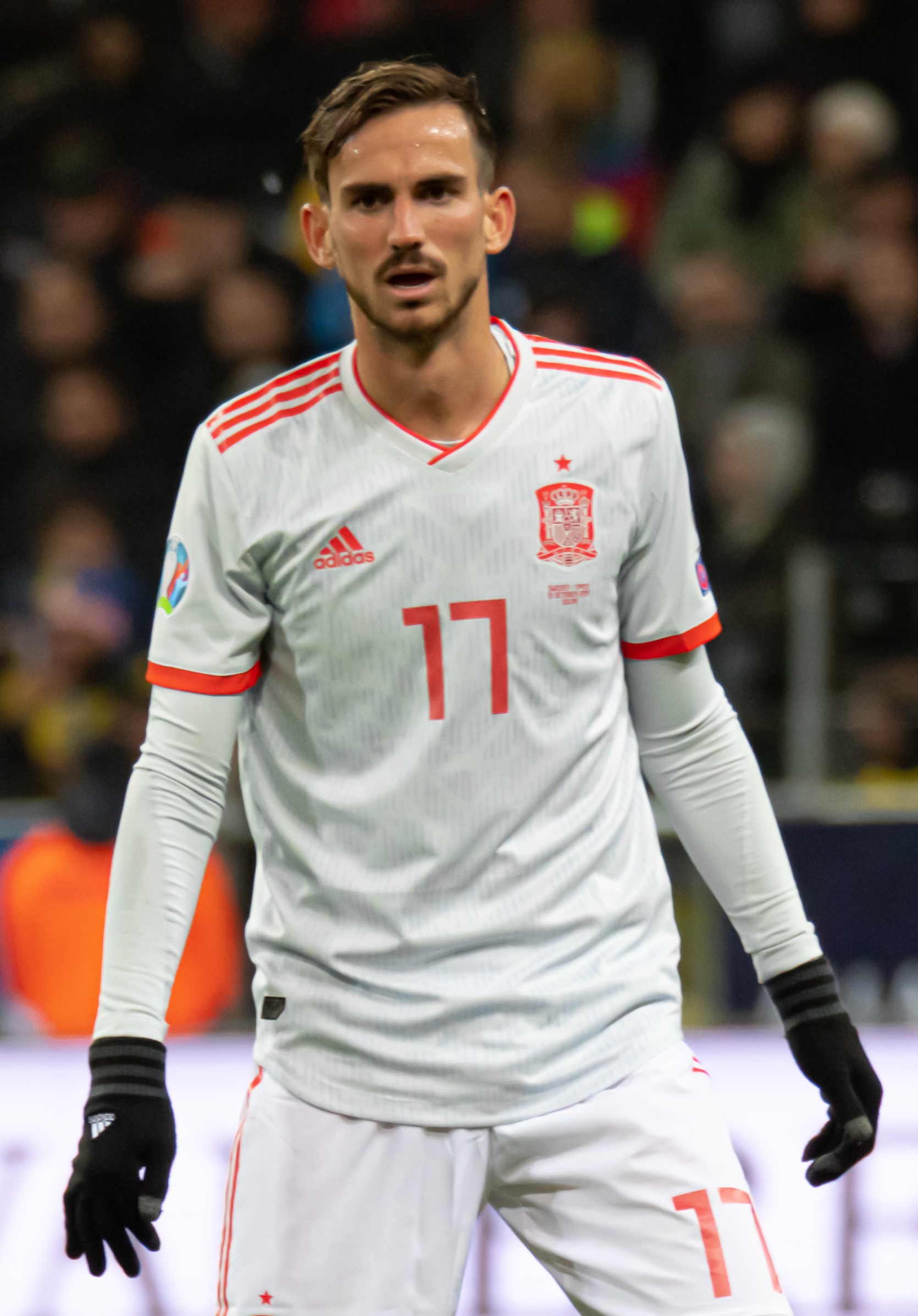
Il centrocampista Fabián Ruiz, che con la Nazionale Spagnola, da giocatore del Napoli è stato dapprima campione e miglior giocatore dell'Europeo Under-21 del 2019; poi prese parte a Euro 2020.

Durante il suo periodo al Napoli (2018-2022), David Ospina fu titolare inamovibile della Colombia in diverse edizioni della Copa América. Nella stessa finestra estiva, giunse a centrocampo il talentuoso Fabián Ruiz. L’andaluso fu punto fermo dell Spagna, con cui fu tra i vincitori dell’Europeo Under-21 nel 2019, e successivamente partecipò a Euro 2020 e alla Nations League. Nell’estate 2019, l’arrivo del macedone Eljif Elmas aggiunse un altro profilo internazionale: Elmas fu titolare nella storica qualificazione della Macedonia del Nord a Euro 2020. Nella stessa finestra di mercato giunse Hirving Lozano (al Napoli dal 2019 al 2023) rappresentò il Messico nei Mondiali 2022 e a diverse edizioni della Gold Cup. Kostas Manolas continuò, per un periodo, a giocare con la nazionale greca durante la sua permanenza al Napoli (2019–2022). 
Stanislav Lobotka, giunto nella sessione invernale del campionato 2019-2020, è una presenza costante nella Nazionale slovacca, diventandone il leader tecnico a centrocampo. Ha partecipato a Euro 2020 e Euro 2024, distinguendosi per visione di gioco e intelligenza tattica.

### Dal 2020 a oggi

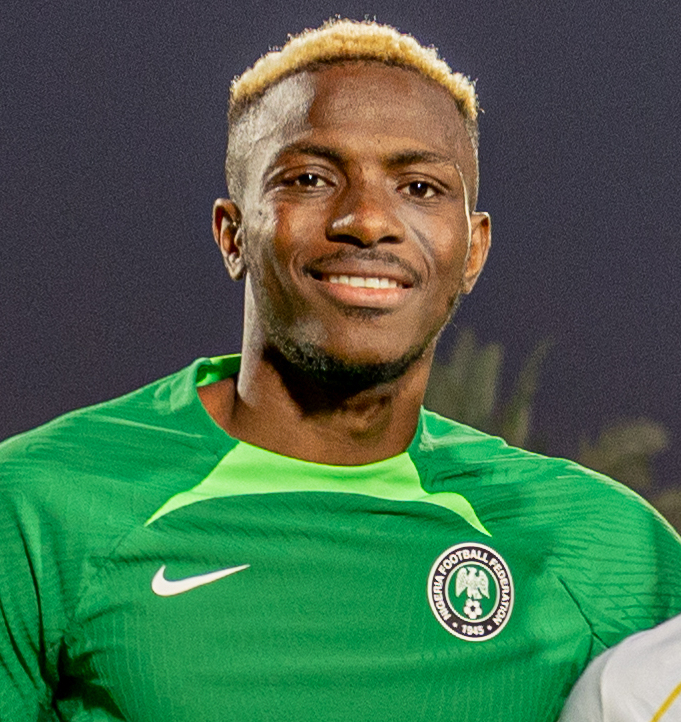
Victor Osimhen con la maglia della Nigeria. Da giocatore del Napoli fu finalista della Coppa d'Africa 2023.

Nel 2020 arrivò Amir Rrahmani, capitano della Nazionale kosovara. Con essa ha partecipato a qualificazioni a Europei e Mondiali, offrendo solidità ed esperienza maturata nel campionato italiano. Nella stessa finestra arrivò Victor Osimhen, terminale offensivo per la Nigeria. Con le Super Eagles partecipò alla Coppa d’Africa 2023 (disputata nel 2024), con cui conquistò il secondo posto, dopo che aveva rinunciato all’edizione precedente per infortunio. 
Nel corso della stagione 2021-2022 il Napoli acquistò André-Frank Zambo Anguissa che disputò da protagonista la Coppa d’Africa 2021, ottenendo il terzo posto con il suo Camerun. Successivamente partecipò ai Mondiali del 2022 e alla Coppa d’Africa 2023, con i Leoni Indomabili.

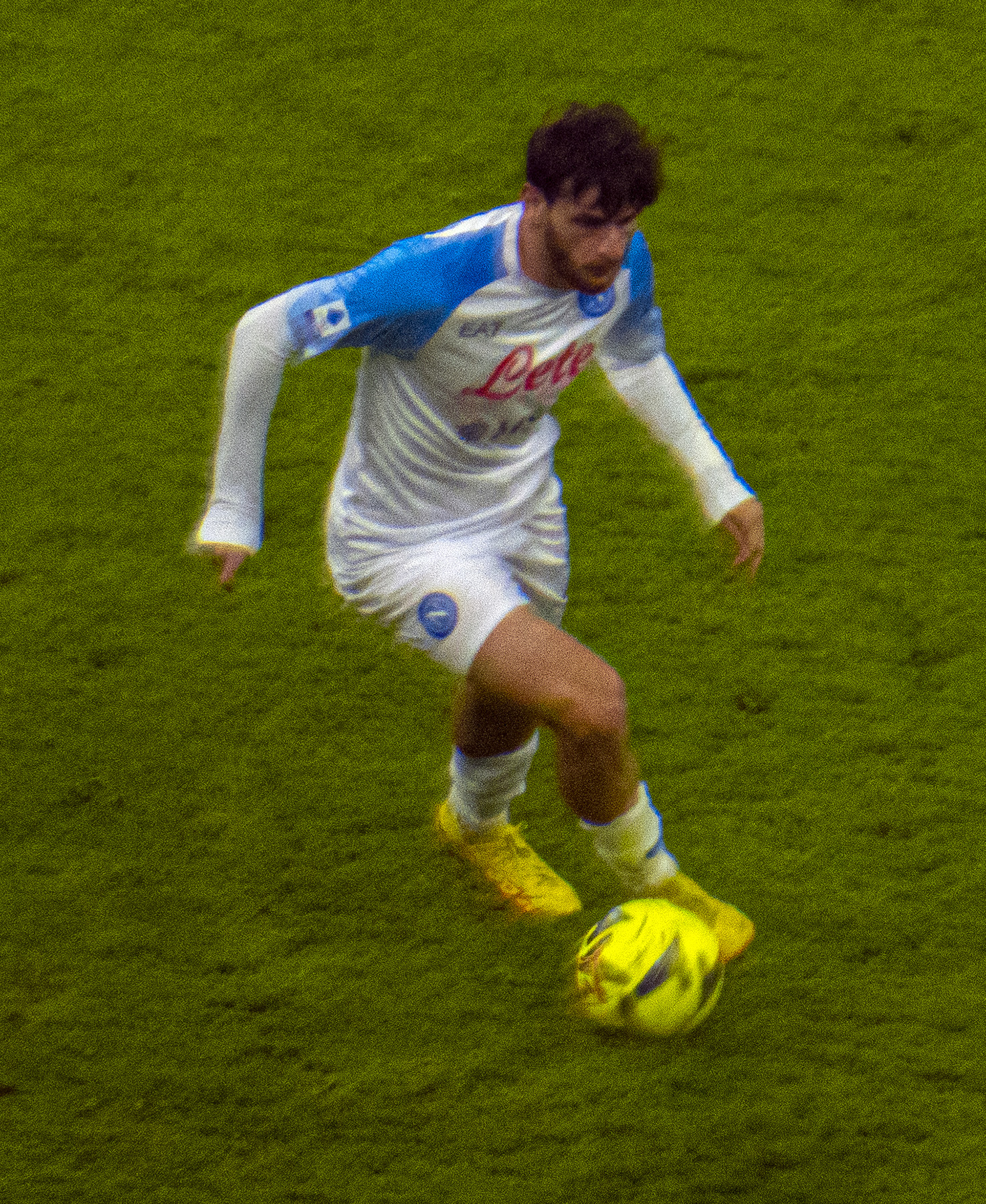
L'asso georgiano Khvicha K'varatskhelia con la maglia del Napoli. Rappresentò il Napoli a Euro 2024, ove fu tra i protagonisti della storica prima qualificazione della Georgia agli europei.

Nell'estate del 2022 arriva in azzurro il sudcoreano Kim Min-jae, che fu titolare nella difesa della Corea del Sud a Qatar 2022. Anche Giovanni Simeone fa alcune apparizioni nella Nazionale argentina, pur non venendo convocato a Qatar 2022. In questa sessione giunse anche il difensore norvegese Leo Østigård, sempre titolare nella sua Nazionale. Nella stagione 2022-2023 emerse soprattutto Khvicha Kvaratskhelia, talento georgiano che contribuì alla storica qualificazione della Georgia a Euro 2024, risultando determinante con gol e assist. Nello stesso periodo, il difensore Mathias Olivera conquista il terzo posto nella Copa América 2024 con il suo Uruguay.
Nella fallimentare stagione azzurra 2023-2024 si aggiunsero al roster il nazionale svedese Jans Cajuste, il nazionale danese Jesper Lindstrøm e, a gennaio, il nazionale ivoriano Hamed Traorè. Nell'estate 2024 arrivano al Napoli Romelu Lukaku, pilastro offensivo della Nazionale belga (che nel corso della stagione fa esordire il partenopeo Cyril Ngonge, anch’egli belga),e i centrocampisti di riferimento della Scozia, Scott McTominay, e Billy Gilmour. 
Il 12 giugno del 2025, il Napoli ufficializza l’acquisto del capitano della Nazionale belga, Kevin De Bruyne: si tratta di uno dei colpi più importanti della storia del club Partenopeo. Nella stessa sessione arrivano gli olandesi Noa Lang e Sam Beukema, ed il portiere della Nazionale serba Vanja Milinković-Savić. Il 19 agosto 2025 si aggiunge in rosa il terzino spagnolo Miguel Gutierrez.

## I giocatori del Napoli forniti alle Nazionali estere
Di seguito una tabella raffigurante i giocatori del Napoli prestati alle varie Nazionali. Ci si può riferire anche alle Nazionali giovanili.
| Nazionale di appartenenza | Giocatori convocati durante la militanza nel Napoli                                                               |
| ------------------------- | --- |
| Argentina (13)            | Volante, Maradona, Ayala, Lavezzi, Navarro, Denis, Datolo, Campagnaro, Sosa, Fernández, Higuaín, Andújar, Simeone |
| Brasile (7)               | Dirceu, Alemão, Careca, André Cruz, Caio, Henrique, Allan                                                         |
| Colombia (6)              | Rincon, Martínez, Zúñiga, Armero, Zapata, Ospina                                                                  |
| Spagna (6)                | Ruiz, Reina, Albiol, Callejón, Fabián Ruiz, Marin                                                                 |
| Croazia (5)               | Asanović, Cvitanović, Radošević, Strinić, Rog                                                                     |
| Uruguay (4)               | Fonseca, Gargano, Cavani, Olivera                                                                                 |
| Belgio (4)                | Crasson, Mertens, Ngonge, Lukaku                                                                                  |
| Svizzera (4)              | Sesa, Inler, Džemaili, Behrami                                                                                    |
| Polonia (4)               | Zieliński, Milik, Łasicki, Bereszyński                                                                            |
| Portogallo (3)            | Vidigal, Rolando, Mario Rui                                                                                       |
| Algeria (3)               | Yebda, Ghoulam, Ounas                                                                                             |
| Paesi Bassi (2)           | Krol, de Guzman                                                                                                   |
| Francia (2)               | Blanc, Boghossian                                                                                                 |
| Svezia (2)                | Thern, Cajuste |
| Marocco (2)               | Saber, El Kaddouri                                                                                                |
| Austria (2)               | Garics, Hoffer |
| Slovacchia (2)            | Hamšík, Lobotka                                                                                                   |
| Macedonia del Nord (2)    | Pandev, Elmas |
| Serbia (2)                | Maksimović, Popović                                                                                               |
| Scozia (2)                | McTominay, Gilmour                                                                                                |
| Russia (1)                | Šalimov |
| Cechia (1)                | Jankulovski |
| Honduras (1)              | Pavón |
| Australia (1)             | Vieri |
| Paraguay (1)              | Maldonado |
| Cile (1)                  | Edu Vargas |
| Senegal (1)               | Koulibaly |
| Romania (1)               | Chiricheș |
| Albania (1)               | Hysaj |
| Inghilterra (1)           | Chalobah |
| Guinea (1)                | Diawara |
| Germania (1)              | Younes |
| Grecia (1)                | Manōlas |
| Messico (1)               | Lozano |
| Nigeria (1)               | Osimhen |
| Kosovo (1)                | Rrahmani |
| Camerun (1)               | Anguissa |
| Georgia (1)               | K'varatskhelia |
| Corea del Sud (1)         | Kim Min-jae |
| Norvegia (1)              | Østigård |
| Danimarca (1)             | Lindstrøm |
| Costa d'Avorio (1)        | Traorè |

## Calciatori vincitori di titoli con le Nazionali

### Vincitori di titoli
FIFA Campioni del mondo
- Giuseppe Cavanna (Italia 1934)
- Diego Armando Maradona (Messico 1986)

UEFA Campioni europei
- Dino Zoff (Italia 1968)
- Antonio Juliano (Italia 1968)
- Lorenzo Insigne (Europa 2020)
- Alex Meret (Europa 2020)
- Giovanni Di Lorenzo (Europa 2020)

UEFA Nations League
- Mário Rui (UEFA Nations League 2018-2019)

CONMEBOL Campioni sudamericani
- Alemão (Brasile 1989)
- Walter Gargano (Argentina 2011)
- Edinson Cavani (Argentina 2011)
- Eduardo Vargas (Cile 2015)
- Allan (Brasile 2019)

CAF Campioni africani
- Adam Ounas (Egitto 2019)
- Kalidou Koulibaly (Camerun 2021)

UEFA Campioni europei U-21
- Fabio Cannavaro (Campionato europeo di calcio Under-21 1994)
- Fabio Pecchia (Campionato europeo di calcio Under-21 1996)
- Fabián Ruiz (Campionato europeo di calcio Under-21 2019)

OFC Campioni oceaniani
- Massimiliano Vieri (Coppa delle nazioni oceaniane 2004)

Campioni olimpici
- Nicolás Gastón Navarro (Pechino 2008)
- Ezequiel Lavezzi (Pechino 2008)

### Mondiali
Di seguito l'elenco dei giocatori che hanno raggiunto il podio in un campionato mondiale di calcio durante il periodo di militanza nel Napoli:
| Edizione \|                 | 1º posto               | 2º posto                               | 3º posto                                               |
| --------------------------- | ---------------------- | -------------------------------------- | ------------------------------------------------------ |
| Uruguay 1930                | /                      | /                                      | /                                                      |
| Italia 1934                 | Giuseppe Cavanna       | /                                      | /                                                      |
| Francia 1938                | /                      | /                                      | /                                                      |
| Brasile 1950                | /                      | /                                      | /                                                      |
| Svizzera 1954               | /                      | /                                      | /                                                      |
| Svezia 1958                 | /                      | /                                      | /                                                      |
| Cile 1962                   | /                      | /                                      | /                                                      |
| Inghilterra 1966            | /                      | /                                      | /                                                      |
| Messico 1970                | /                      | - Dino Zoff - Antonio Juliano          | /                                                      |
| Germania Ovest 1974         | /                      | /                                      | /                                                      |
| Argentina 1978              | /                      | /                                      | /                                                      |
| Spagna 1982                 | /                      | /                                      | /                                                      |
| Messico 1986                | Diego Armando Maradona | /                                      | /                                                      |
| Italia 1990                 | /                      | Diego Armando Maradona                 | - Andrea Carnevale - Ciro Ferrara - Fernando De Napoli |
| Stati Uniti 1994            | /                      | /                                      | Jonas Thern                                            |
| Francia 1998                | /                      | /                                      | Aljoša Asanović                                        |
| Corea del Sud-Giappone 2002 | /                      | /                                      | /                                                      |
| Germania 2006               | /                      | /                                      | /                                                      |
| Sudafrica 2010              | /                      | /                                      | /                                                      |
| Brasile 2014                | /                      | - Federico Fernández - Gonzalo Higuaín | /                                                      |
| Russia 2018                 | /                      | /                                      | Dries Mertens                                          |
| Qatar 2022                  | /                      | /                                      | /                                                      |
| Nord America 2026           | Da disputare           | Da disputare                           | Da disputare                                           |

### Europei
Di seguito l'elenco dei giocatori che hanno raggiunto il podio nel campionato europeo di calcio durante il periodo di militanza nel Napoli:
(Il conteggio parte dal 1968 poiché, prima di quell'anno, nessun giocatore del Napoli fu convocato per la manifestazione; la finale per il terzo posto venne abolita a partire dall'edizione del 1984).
| Edizione                     | 1º posto                                             | 2º posto                               |
| ---------------------------- | ---------------------------------------------------- | -------------------------------------- |
| Italia 1968                  | - Dino Zoff - Antonio Juliano                        |                                        |
| Belgio 1972                  | /                                                    | /                                      |
| Jugoslavia 1976              | /                                                    | /                                      |
| Italia 1980                  | /                                                    | /                                      |
| Francia 1984                 | /                                                    | /                                      |
| Germania Ovest 1988          | /                                                    | /                                      |
| Svezia 1992                  | /                                                    | /                                      |
| Inghilterra 1996             | /                                                    | /                                      |
| Belgio-Paesi Bassi 2000      | /                                                    | /                                      |
| Portogallo 2004              | /                                                    | /                                      |
| Austria-Svizzera 2008        | /                                                    | /                                      |
| Polonia-Ucraina 2012         | /                                                    | - Morgan De Sanctis - Christian Maggio |
| Francia 2016                 | /                                                    | /                                      |
| Europa 2020                  | - Alex Meret - Giovanni Di Lorenzo - Lorenzo Insigne | /                                      |
| Germania 2024                | /                                                    | /                                      |
| Gran Bretagna e Irlanda 2028 | Da disputare                                         | Da disputare                           |

### Nations League
Di seguito l'elenco dei giocatori che hanno raggiunto il podio nella UEFA Nations League durante il periodo di militanza nel Napoli:
| Edizione  | 1º posto  | 2º posto | 3º posto                                               |
| --------- | --------- | -------- | ------------------------------------------------------ |
| 2018-2019 | Mário Rui | /        | /                                                      |
| 2020-2021 | /         | /        | - Lorenzo Insigne - Alex Meret - Giovanni Di Lorenzo   |
| 2022-2023 | /         | /        | - Giacomo Raspadori - Alex Meret - Giovanni Di Lorenzo |
| 2024-2025 | /         | /        | /                                                      |

#### Sud America
Di seguito l'elenco dei giocatori che hanno raggiunto il podio nella Copa América durante il periodo di militanza nel Napoli: (Il conteggio parte dal 1989 poiché, prima di quell'anno, nessun giocatore del Napoli fu convocato per la manifestazione).
| Edizione        | 1º posto                          | 2º posto                            | 3º posto               |
| --------------- | --------------------------------- | ----------------------------------- | ---------------------- |
| Brasile 1989    | Alemão                            | /                                   | Diego Armando Maradona |
| Cile 1991       | /                                 | /                                   | /                      |
| Ecuador 1993    | /                                 | /                                   | /                      |
| Uruguay 1995    | /                                 | André Cruz                          | Freddy Rincón          |
| Bolivia 1997    | /                                 | /                                   | /                      |
| Paraguay 1999   | /                                 | /                                   | /                      |
| Colombia 2001   | /                                 | /                                   | /                      |
| Perù 2004       | /                                 | /                                   | /                      |
| Venezuela 2007  | /                                 | /                                   | /                      |
| Argentina 2011  | - Walter Gargano - Edinson Cavani | /                                   | /                      |
| Cile 2015       | Eduardo Vargas                    | - Mariano Andújar - Gonzalo Higuaín | /                      |
| Centenario 2016 | /                                 | Gonzalo Higuaín                     | /                      |
| Brasile 2019    | Allan                             | /                                   | /                      |
| Brasile 2021    | /                                 | /                                   | David Ospina           |
| USA 2024        | /                                 | /                                   | Matias Olivera         |

#### Africa
Di seguito l'elenco dei giocatori che hanno raggiunto il podio in Coppa delle Nazioni Africane durante il periodo di militanza nel Napoli: (Il conteggio parte dal 2015 poiché, prima di quell'anno, nessun giocatore del Napoli fu convocato per la manifestazione).
| Edizione                | 1º posto          | 2º posto          | 3º posto             |
| ----------------------- | ----------------- | ----------------- | -------------------- |
| Guinea Equatoriale 2015 | /                 | /                 | /                    |
| Gabon 2017              | /                 | /                 | /                    |
| Egitto 2019             | Adam Ounas        | Kalidou Koulibaly | /                    |
| Camerun 2021            | Kalidou Koulibaly | /                 | André Zambo Anguissa |
| Costa d'Avorio 2023     | /                 | Victor Osimhen    | /                    |
| Marocco 2025            | Da disputare      | Da disputare      | Da disputare         |

### Gold Cup
Di seguito l'elenco dei giocatori che hanno raggiunto il podio in CONCACAF Gold Cup durante il periodo di militanza nel Napoli: (Il conteggio parte dal 2003 poiché, prima di quell'anno, nessun giocatore del Napoli fu convocato per la manifestazione).
| Edizione | 1º posto | 2º posto       | 3º posto |
| -------- | -------- | -------------- | -------- |
| 2003     | /        | /              | /        |
| 2021     | /        | Hirving Lozano | /        |

### Nations League
Di seguito l'elenco dei giocatori che hanno raggiunto il podio nella CONCACAF Nations League durante il periodo di militanza nel Napoli:
| Edizione  | 1º posto | 2º posto       | 3º posto |
| --------- | -------- | -------------- | -------- |
| 2019-2020 | /        | Hirving Lozano | /        |
| 2023-2024 | /        | /              | /        |

#### Oceania
Di seguito l'elenco dei giocatori che hanno raggiunto il podio in Coppa delle nazioni oceaniane durante il periodo di militanza nel Napoli: (Il conteggio parte dal 2004 poiché, prima di quell'anno, nessun giocatore del Napoli fu convocato per la manifestazione).
| Edizione Coppa d'Oceania: | 1º posto           | 2º posto | 3º posto |
| ------------------------- | ------------------ | -------- | -------- |
| Australia 2004            | Massimiliano Vieri | /        | /        |

### Finalissima
Di seguito l'elenco dei giocatori che hanno raggiunto il podio nella Coppa dei Campioni CONMEBOL-UEFA durante il periodo di militanza nel Napoli: 
| Edizione    | 1º posto | 2º posto                                             |
| ----------- | -------- | ---------------------------------------------------- |
| Londra 2022 | /        | - Matteo Politano - Alex Meret - Giovanni Di Lorenzo |